# شکلات (مجموعه تلویزیونی)
شکلات (کره‌ای: 초콜릿) یک مجموعه تلویزیونی کره جنوبی سال ۲۰۱۹ با بازی یون که-سانگ، ها جی‌وون، جانگ سونگ-جو، ته‌او یو و مین جین وونگ است. این مجموعه توسط جی‌وای‌پی پیکچرز تولید شد و از ۲۹ نوامبر ۲۰۱۹ تا ۱۸ ژانویه ۲۰۲۰، روزهای جمعه و شنبه ساعت ۲۳:۰۰ (کی‌اس‌تی) از جی‌تی‌بی‌سی پخش شد.

## خلاصه داستان
این مجموعه داستانی مردی که آرزوی آشپز شدن داشت اما پزشک جراح مغز و اعصاب شد و زنی که به خاطر او آشپز شد را روایت می‌کند.